# Furna da Baliza
A Furna da Baliza é uma gruta portuguesa localizada na freguesia da São Mateus, concelho da Madalena do Pico, ilha do Pico, arquipélago dos Açores.
Esta cavidade apresenta uma geomorfologia de origem vulcânica em forma de tubo de lava que termina em Arriba. Apresenta um comprimento de 120 m.